# لعبة حياة أو موت
لعبة حياة أو موت (بالإنجليزية: Choose or Die)‏ هو فيلم رعب بريطاني لعام 2022 من إخراج توبي ماكينز. ومن بطولة إيولا إيفانز وأسا بترفيلد وروبرت إنجلوند وإيدي مارسان. تم إصداره في 15 أبريل 2022.

## روابط خارجية
- لعبة حياة أو موت على موقع IMDb (الإنجليزية)
- لعبة حياة أو موت على موقع ميتاكريتيك (الإنجليزية)
- لعبة حياة أو موت على موقع روتن توميتوز (الإنجليزية)
- لعبة حياة أو موت على موقع نتفليكس (الإنجليزية)
- لعبة حياة أو موت على موقع ألو سيني (الفرنسية)
- لعبة حياة أو موت على موقع فيلمافينيتي (الإسبانية)
- لعبة حياة أو موت على موقع قاعدة بيانات الفيلم (الإنجليزية)
- لعبة حياة أو موت على موقع ليتربوكسد (الإنجليزية)
- لعبة حياة أو موت على موقع كينوبويسك (الروسية)